# Lista de episódios de Amaenaideyo!!
Lista de episódios do anime Amaenaideyo!!.

## Amaenaideyo!!
| #       | Português | Outras línguas      | Original em Japonês | Data |
| ------- | --------- | ------------------- | ------------------- | ---- |
| 01      |           | Don't Awaken        |                     |      |
| Resumo: |           |                     |                     |      |
| 02      |           | Don't Fool Around   |                     |      |
| Resumo: |           |                     |                     |      |
| 03      |           | Don't Peek          |                     |      |
| Resumo: |           |                     |                     |      |
| 04      |           | Don't Be Frightened |                     |      |
| Resumo: |           |                     |                     |      |
| 05      |           | Don't Cosplay       |                     |      |
| Resumo: |           |                     |                     |      |
| 06      |           | Don't Transform     |                     |      |
| Resumo: |           |                     |                     |      |
| 07      |           | Don't Look for Me   |                     |      |
| Resumo: |           |                     |                     |      |
| 08      |           | Don't Confess       |                     |      |
| Resumo: |           |                     |                     |      |
| 09      |           | Don't Sing          |                     |      |
| Resumo: |           |                     |                     |      |
| 10      |           | Don't Get Me Wet    |                     |      |
| Resumo: |           |                     |                     |      |
| 11      |           | Don't Irritate Me   |                     |      |
| Resumo: |           |                     |                     |      |
| 12      |           | Don't Awaken        |                     |      |
| Resumo: |           |                     |                     |      |
| Bonus   |           | Don't Take a Break  |                     |      |
| Resumo: |           |                     |                     |      |

## Amaenaideyo!! Katsu!!
| #       | Português | Outras línguas     | Original em Japones | Data |
| ------- | --------- | ------------------ | ------------------- | ---- |
| 01      |           | Don't Tempt Me     |                     |      |
| Resumo: |           |                    |                     |      |
| 02      |           | Don't Fan Me       |                     |      |
| Resumo: |           |                    |                     |      |
| 03      |           | Don't Come Back    |                     |      |
| Resumo: |           |                    |                     |      |
| 04      |           | Don't Haniwa       |                     |      |
| Resumo: |           |                    |                     |      |
| 05      |           | Don't Fall         |                     |      |
| Resumo: |           |                    |                     |      |
| 06      |           | Don't Be Perplexed |                     |      |
| Resumo: |           |                    |                     |      |
| 07      |           | Don't Mate         |                     |      |
| Resumo: |           |                    |                     |      |
| 08      |           | Don't Egg          |                     |      |
| Resumo: |           |                    |                     |      |
| 09      |           | Don't Cry          |                     |      |
| Resumo: |           |                    |                     |      |
| 10      |           | Don't Meddle       |                     |      |
| Resumo: |           |                    |                     |      |
| 11      |           | Don't Act Spoiled  |                     |      |
| Resumo: |           |                    |                     |      |
| 12      |           | Don't End          |                     |      |
| Resumo: |           |                    |                     |      |
| Bonus   |           | Don't Be Fooled    |                     |      |
| Resumo: |           |                    |                     |      |